# New Scotland
New Scotland – miasto w Stanach Zjednoczonych, w stanie Nowy Jork, w hrabstwie Albany.